# La Prophétie Charlemagne
La Prophétie Charlemagne (The Charlemagne Pursuit) est un roman policier américain de Steve Berry publié en 2008 aux États-Unis.

## Résumé
An 1000, Aix-la-Chapelle. Otton III, roi de Germanie, pénètre dans le tombeau de Charlemagne, inviolé depuis 814. Parmi de nombreuses reliques religieuses, il y découvre un étrange manuscrit, couvert de symboles inconnus.
1935, Allemagne. Himmler crée un groupe spécial d'archéologues et d'ésotéristes chargés de se pencher sur les racines de la race allemande, des Aryens aux chevaliers Teutoniques. Dans la sépulture d'un proche de Charlemagne, ceux-ci trouvent un manuscrit montrant les mêmes symboles que ceux découverts neuf siècles plus tôt à Aix-la-Chapelle.
2008. Afin d'élucider la mort mystérieuse de son père, Cotton Malone va devoir déchiffrer les énigmes entourant ces deux manuscrits. Du cœur de l'Allemagne aux glaces de l'Antarctique, en passant par un monastère de la région de Toulouse, c'est un puzzle passionnant qui l'attend, à travers l'histoire, les cultures et les civilisations.

## Personnages
- Cotton Malone : a travaillé pour le ministère de la Justice américain avant de prendre sa retraite et de devenir propriétaire d'une librairie à Copenhague. Est séparé de sa femme et a un fils, Gary.

- Robert Edwards Daniels : président des États-Unis.

- Stéphanie Nelle : fonctionnaire travaillant pour le ministère de la Justice américain. Ancienne patronne de Cotton Malone.

- Edwin Davis : conseiller adjoint à la Sécurité nationale.

- Langford C. Ramsey : amiral quatre étoiles, directeur du service de renseignement de l'US Navy.

- Sterling Wilkerson : capitaine de frégate de la Navy et directeur du bureau de Berlin.

- Charlie C. Smith Jr : assassin professionnel au service de Ramsey.

- Diane McCoy : conseillère adjointe à la Sécurité nationale.

- Dorothea Lindauer : fille de Dietz Oberhauser et sœur de Christl Falk.

- Christl Falk : fille de Dietz Oberhauser et sœur de Dorothea Lindauer.

- Isabel Oberhauser : veuve de Dietz Oberhauser, à la tête de la fortune de la famille.

- Ulrich Henn : chambellan et homme de main des Oberhauser.

- Werner Lindauer : mari de Dorothea Lindauer

- William Gross : colonel, commandant de Fort Lee (Virginie).

- Hovey : capitaine de frégate, adjoint de Ramsey.

- Aatos Kane : sénateur du Michigan,candidat à la présidence.

- Raymond Dyals Jr : ancien directeur des opérations navales de l'US Navy.

- Zachary Alexander : capitaine de corvette à la retraite, ancien commandant de l'USS Holden.

- Herbert Rowland : capitaine de vaisseau à la retraite.